# Simona Moroni
Simona Moroni (Woking, Engeland) is een Nederlandse/Britse/Italiaanse schrijfster en journaliste. Haar debuutroman, Nimf, werd gevolgd door Medusa Blues en Hollywood Daze.

## Jeugd
Moroni werd geboren in Engeland, woonde daarna in Milaan en later in Nederland. Ze heeft in Frankrijk gewoond, in London en in Toscane.

## Opleiding en carrière
Moroni studeerde film- en televisiewetenschap in Amsterdam. Ze begon haar carrière daar bij het Filmfestival Venetië, en in Rome als fotografe, film Journalist en vervolgens bij Warner Brothers/Village Roadshow   In de maanden dat Moroni in een voormalig klooster in Lucca verbleef, voltooide ze het manuscript van Nimf. Ze publiceerde haar tweede roman ook bij Meulenhoff. Daarbij bleef ze werken als filmjournalist en later editor.

## Romans
Nimf speelt zich af in Hoek van Holland, en volgt Caterina, een Italiaans-Nederlands meisje dat er komt wonen na de dood van haar moeder. Het is een coming of age-verhaal.
Medusa Blues volgt drie buitenlandse vrouwen, Stefania, Mette en Joplin, die om verschillende redenen in Rome komen wonen. Op de achterflap wordt de roman als volgt beschreven: 'Met veel humor, een ademloze stijl en een goed inlevingsvermogen in wat iemand tot wanhoop drijft, volgt Simona Moroni in Medusa Blues de drie vriendinnen in een land dat zich net als zijzelf van zijn zonden wil verschonen'.

## Privéleven
Moroni woont tegenwoordig in Italië.
- Gemeinsame Normdatei: 173607616
- International Standard Name Identifier: 0000 0000 5241 9154
- Library of Congress Control Number: nr2003020501
- Nederlandse Thesaurus van Auteursnamen: 242903630
- Virtual International Authority File: 265170370
- WorldCat: E39PBJvH8Pyj7BDyGPBhtt6Frq